# ريتشارد جونز (مغني)
ريتشارد جونز (بالإنجليزية: Richard Jones)‏ هو عازف قيثارة ومغني بريطاني، ولد في 23 مايو 1974 في Cwmaman ‏ في المملكة المتحدة.

## وصلات خارجية
- ريتشارد جونز على موقع IMDb (الإنجليزية)
- ريتشارد جونز على موقع ميوزك برينز (الإنجليزية)
- ريتشارد جونز على موقع أول ميوزيك (الإنجليزية)
- ريتشارد جونز على موقع ديسكوغز (الإنجليزية)